# Mycale serratohamata
Mycale serratohamata är en svampdjursart som först beskrevs av Carter 1880.  Mycale serratohamata ingår i släktet Mycale och familjen Mycalidae. Inga underarter finns listade i Catalogue of Life.